# احمد یزدان‌پناه دیلمقانی
احمد یزدان‌پناه، معروف به دیلمقانی، مردِ کارآفرینِ ثروتمند و خیری که اصالتا اهل شهرستان زرند بود. اما از اهالی کرمان بود که در سال‌های اولیه قرن جاری هجری یعنی تا ۱۳۲۳ می‌زیسته‌است.وی بدوا تولید کننده فرش بوده اما ثروت خود را صرف کشاورزی و آبادانی روستاهای کرمان کرده‌است.
دیلمقانی تجارت قالی کرمان را در دست داشت و قالی‌های بسیار اعلا و ظریف می‌بافت و آماده می‌کرد. او قالی موجود را عدل بندی و به آمریکا، انگلیس و آلمان می‌فرستاد و چون قالی بی عیب و خوش نقش بود مشتری‌های زیادی در خارج به ویژه آمریکا پیدا کرد. وی کارخانه‌های خود را توسعه داد و غیر از کرمان در زرند، راور، ماهان و دهات دیگر کارخانه‌هایی دایر کرد و تقریباً می‌توان ادعا کرد که در آن عصر فرش کرمان را به انحصار خود درآورد.

اعضای اتاق بازرگانی کرمان در سال ۱۳۲۲ که یزدان پناه هم عضو آن بوده‌است

وی در طول حیاتش اقدام به احداث یک مرکز نگهداری کودکان بی سرپرست یا همان پرورشگاه کرد. این پرورشگاه در حقیقت خانه شخصی وی بود که در حیاتش وقف کرد و بعد از مرگش به نام باغ یا پرورشگاه "دیلمقانی" در انتهایی خیابان زریسف در شرق شهر کرمان قرار دارد.
احمد یزدان پناه در کار تولید فرش کرمان دست داشت و در تاریخ فرش کرمان از وی نام برده شده‌است. وی نمایندگی شرکت ایتالیائی "دیلمقانی"  را در جنوب شرق ایران بر عهده داشت. به این دلیل مردم کرمان او را هم دیلمقانی خواندند. 
طرح‌ها و فرش های ابداعی وی هنوز با نام خودش در جهان شهرت دارد.
احمد یزدانپناه در کنار تجارت و صنعت به فرهنگ نیز علاقه داشت. وی قسمت‌های مختلف مسجد ملک کرمان از آثار دوره سلجوقی مخصوصاً ایوان شرقی آن را بازسازی کرده‌است. وی هنوز در کرمان خوشنام اسن و گاه مراسمی برای بزرگداشت وی برگزار می گردد.

## مرگ

این عکس از مراسم عزاداری و تشییع جنازه احمد یزدان پناه به وسیله بهرام سهرابی عکاس معروف کرمان در ۲۰ خرداد سال ۱۳۲۳ گرفته شده‌است.

در خرداد ۱۳۲۳ گروهی که احمد یزدان پناه را رقیب سرسخت خود می‌دانستند با کمک عوامل دولتی وقت که از نیش زبانش آزرده بودند تصمیم به قتل او گرفتند. شبانگاه صورت خود را پوشاندند و راه را بر او که از سرکشی به مزارع کشاورزی اش در زرند به کرمان باز می‌گشت بستند. هر یک تیری به او شلیک کردند. روز بعد جنازه اش پیدا شد.
در مراسم تشییع جنازه و عزاداری وی کودکان بی سرپرست پرورشگاه حضور داشتند. آن‌ها سینه می‌زدند و نوحه می‌خواندند که:
| ای احمد یزدان پناه! |  | تو را که کشته بی گناه؟ |

از آن روز به بعد در پرورشگاه دیلمقانی هم بچه‌های بی سرپرست همه روزه بعد از تلاوت قران و سرود "ای ایران" یاد گرفته بودند سرود دیگری بخوانند:
| روح دیلمقانی باد همیشه شاد |  | خانه‌مان آباد کرد خانه‌اش آباد |